# Intérieur d'une église à Utrecht
Intérieur d'une église à Utrecht est un tableau réalisé par le peintre hollandais Pieter Jansz Saenredam en 1644. Cette huile sur bois représente l'intérieur d'une église à Utrecht. Elle est conservée à la National Gallery, à Londres.

## Postérité
Le tableau fait partie des « 105 œuvres décisives de la peinture occidentale » constituant le musée imaginaire de Michel Butor.